# Kowanowo, Tỉnh West Pomeranian
Kowanowo [kɔvaˈnɔvɔ] (trước đây Đức Schonfeld) là một ngôi làng ở quận hành chính của Gmina swidwin, trong Świdwiński, Zachodniopomorskie, ở tây bắc Ba Lan. Nó nằm khoảng 11 kilômét (7 mi)   về phía tây của Świdwin và 81 km (50 mi) về phía đông bắc của thủ đô khu vực Szczecin.
Trước năm 1945, khu vực này là một phần của Đức. Đối với lịch sử của khu vực, xem Lịch sử của Pomerania.
Làng có dân số 40 người.